# Business as Usual (Men at Work)
| Recensione | Giudizio |
| ---------- | -------- |
| AllMusic   |          |

Business as Usual è il primo album in studio del gruppo musicale australiano Men at Work, pubblicato il 9 novembre 1981.

## Descrizione
L'album ebbe un notevole successo, grazie anche al singolo Down Under, raggiungendo la prima posizione nella Billboard 200 per 15 settimane e stabilendo il record per il maggior numero di settimane trascorse da un album di debutto in cima alla classifica. È risultato il disco più venduto dell'anno in Australia e Canada e il secondo negli Stati Uniti dopo Thriller di Michael Jackson. In altri paesi arriva primo in Nuova Zelanda, Norvegia e Regno Unito, secondo in Olanda, terzo in Giappone e quinto in Italia. L'album ha fatto vincere al gruppo il Grammy Award al miglior artista esordiente nel 1983.

## Tracce
1. Who Can It Be Now? – 3:25 (Colin Hay)
2. I Can See It in Your Eyes – 3:32 (Hay)
3. Down Under – 3:45 (Hay, Ron Strykert)
4. Underground – 3:07 (Hay)
5. Helpless Automaton – 3:23 (Greg Ham)
6. People Just Love to Play with Words – 3:32 (Strykert)
7. Be Good Johnny – 3:39 (Hay, Ham)
8. Touching the Untouchables – 3:41 (Hay, Strykert)
9. Catch a Star – 3:31 (Hay)
10. Down by the Sea – 6:53 (Hay, Strykert, Ham, Jerry Speiser)

### Tracce bonus edizione rimasterizzata (2003)
1. Crazy – 2:37 (Strykert)
2. Underground (Live) – 3:42 (Hay)
3. Who Can It Be Now? (Live) – 4:06 (Hay)
4. F-19 – 3:52 (Hay, Speiser)

- Le tracce dal vivo sono prese dall'album Brazil.

## Formazione
- Colin Hay – voce, chitarra
- Greg Ham – flauto, tastiera, sassofono, voce (tracce 5 e 11)
- Ron Strykert – chitarra, voce (traccia 11)
- John Rees – basso
- Jerry Speiser – batteria

## Classifiche

### Classifiche settimanali
| Classifica (1981-83) | Posizione massima |
| -------------------- | ----------------- |
| Australia            | 1                 |
| Canada               | 1                 |
| Francia              | 16                |
| Germania             | 15                |
| Giappone             | 3                 |
| Italia               | 5                 |
| Norvegia             | 1                 |
| Nuova Zelanda        | 1                 |
| Paesi Bassi          | 2                 |
| Regno Unito          | 1                 |
| Stati Uniti          | 1                 |
| Stati Uniti (R&B)    | 29                |
| Svezia               | 15                |
| Svizzera             | 8                 |

### Classifiche di fine anno
| Classifica (1981) | Posizione |
| ----------------- | --------- |
| Australia         | 93        |
| Classifica (1982) | Posizione |
| Australia         | 1         |
| Canada            | 1         |
| Classifica (1983) | Posizione |
| Australia         | 12        |
| Canada            | 8         |
| Giappone          | 26        |
| Italia            | 35        |
| Regno Unito       | 7         |
| Stati Uniti       | 2         |

### Classifiche di fine decennio
| Classifica (1980-89) | Posizione |
| -------------------- | --------- |
| Australia            | 9         |